# Ore va mada honki dasitenai dake
Az Ore va mada honki dasitenai dake (俺はまだ本気出してないだけ; Hepburn: Ore wa Mada Honki Dashitenai Dake, ’Beleadok mindent… holnaptól’) mangasorozat, melyet Aono Sundzsu írt és rajzolt. Angol nyelven a Viz Media jelentette meg. 2013-ban egy élőszereplős filmadaptációt is készítettek belőle.

## Szereplők
- Óguro Sizuo (Cucumi Sinicsi)
- Óguro Szuzuko (Hasimoto Ai)
- Óguro Siró (Isibasi Rendzsi)
- Mijata Oszamu (Namasze Kacuhisza)
- Mijata felesége (Mizuno Miki)
- Unami Aja (Szasihara Rino)